# Filipina de Brandemburgo-Schwedt
Filipina Augusta Amália de Brandemburgo-Schwedt (10 de outubro de 1745 - 1 de maio de 1800) foi uma condessa consorte de Hesse-Cassel pelo seu casamento com o conde Frederico II.

## Biografia

### Família
Filipina era a quarta filha do marquês Frederico Guilherme de Brandemburgo-Schwedt e da princesa Sofia Doroteia da Prússia. Era tia materna da czarina Maria Feodorovna da Rússia e do rei Guilherme I de Württemberg. Os seus avós paternos eram o marquês Filipe Guilherme de Brandemburgo-Schwedt e a princesa Joana Carlota de Anhalt-Dessau. Os seus avós maternos eram o rei Frederico Guilherme I da Prússia e a princesa Sofia Doroteia de Hanôver.

### Casamento
Filipina foi escolhida muito cedo pela sua tia, a princesa Luísa Ulrica da Prússia para ser a futura rainha-consorte da Suécia. A sua mãe era a favorita da rainha e Luísa queria que Filipina se casasse com o seu filho Gustavo (futuro rei Gustavo III da Suécia). Contudo, estes planos nunca se chegaram a concretizar uma vez que Gustavo se casou com a princesa Sofia Madalena da Dinamarca em 1766. Luísa Ulrica ainda queria que a sua sobrinha se casasse com o seu filho mais novo, Carlos, mas Gustavo decidiu que o seu irmão mais novo se devia casar com a princesa Edviges Isabel Carlota de Holstein-Gottorp.
A 10 de janeiro de 1773, Filipina casou-se com o conde Frederico II de Hesse-Cassel em Berlim, tornando-se a sua segunda esposa. Anteriormente Frederico era casado com a princesa Maria da Grã-Bretanha que tinha morrido no ano anterior e era vinte e cinco anos mais velho do que Filipina. Assim, a condessa tornou-se madrasta dos três filhos de Frederico: Guilherme, Carlos e Frederico. Filipina não teve filhos de Frederico.

### Vida em Hesse-Cassel
Durante o casamento, Filipina viveu de forma muito independente, tendo até criado a sua própria corte. Em 1777, deu à luz um filho ilegítimo de Georg Ernst Levin von Wintzingerode, um membro do governo. Também ajudou o marido a reconciliar-se com os seus filhos do primeiro casamento que não via desde 1754.
O seu marido morreu a 31 de outubro de 1785. Filipina morreu a 1 de maio de 1800.

## Genealogia
| Filipina de Brandemburgo-Schwedt | Pai: Frederico Guilherme de Brandemburgo-Schwedt | Avô paterno: Filipe Guilherme de Brandemburgo-Schwedt | Bisavô paterno: Frederico Guilherme I de Brandemburgo                      |
| Filipina de Brandemburgo-Schwedt | Pai: Frederico Guilherme de Brandemburgo-Schwedt | Avô paterno: Filipe Guilherme de Brandemburgo-Schwedt | Bisavó paterna: Sofia Doroteia de Schleswig-Holstein-Sonderburg-Glücksburg |
| Filipina de Brandemburgo-Schwedt | Pai: Frederico Guilherme de Brandemburgo-Schwedt | Avó paterna: Joana Carlota de Anhalt-Dessau           | Bisavô paterno: João Jorge II de Anhalt-Dessau                             |
| Filipina de Brandemburgo-Schwedt | Pai: Frederico Guilherme de Brandemburgo-Schwedt | Avó paterna: Joana Carlota de Anhalt-Dessau           | Bisavó paterna: Henriqueta Catarina de Orange-Nassau                       |
| Filipina de Brandemburgo-Schwedt | Mãe: Sofia Doroteia da Prússia                   | Avô materno: Frederico Guilherme I da Prússia         | Bisavô materno: Frederico I da Prússia                                     |
| Filipina de Brandemburgo-Schwedt | Mãe: Sofia Doroteia da Prússia                   | Avô materno: Frederico Guilherme I da Prússia         | Bisavó materna: Sofia Carlota de Hanôver                                   |
| Filipina de Brandemburgo-Schwedt | Mãe: Sofia Doroteia da Prússia                   | Avó materna: Sofia Doroteia de Hanôver                | Bisavô materno: Jorge I da Grã-Bretanha                                    |
| Filipina de Brandemburgo-Schwedt | Mãe: Sofia Doroteia da Prússia                   | Avó materna: Sofia Doroteia de Hanôver                | Bisavó materna: Sofia Doroteia de Brunsvique-Luneburgo                     |